# ヘンリー・ハワード (第4代カーライル伯爵)
第4代カーライル伯爵ヘンリー・ハワード（英語: Henry Howard, 4th Earl of Carlisle KG、1694年8月14日 – 1758年9月3日）は、グレートブリテン王国の政治家、貴族。

## 生涯
第3代カーライル伯爵チャールズ・ハワードとアン・カペル（Anne Capell、1752年10月14日没、初代エセックス伯爵アーサー・カペルの娘）の息子として、1694年に生まれた。イートン・カレッジで教育を受けた後、1711年5月2日にケンブリッジ大学トリニティ・カレッジに入学、1712年にM.A.の学位を修得した。
1715年イギリス総選挙でモーペス選挙区から出馬して当選、議会で義父の第3代サンダーランド伯爵チャールズ・スペンサーを支持したが、後に野党派ホイッグ党に転じ、1725年にはウィリアム・パルトニーとともに初代マクルズフィールド伯爵トマス・パーカーの弾劾に反対票を投じた。1727年以降には毎年のように陸軍の軍縮議案を提出し、1738年5月1日に父が死去すると、カーライル伯爵の爵位を継承した。以降はヨークシャーにおけるハワード家の影響力を野党側に貢献し、1741年イギリス総選挙では息子チャールズを当選させた。首相ロバート・ウォルポールが失脚した後もパルトニーの盟友であり続け、1746年のバース＝グランヴィル内閣の組閣では王璽尚書に内定されたが、組閣が失敗したため就任することはなかった。王太子フレデリック・ルイスの影の内閣では第一大蔵卿となっていたが、フレデリック・ルイスが1751年に死去したため、やはり就任することはなかった。
1756年11月18日、ガーター勲章を授与された。
1758年9月3日にヨークで死去、カースル・ハワードで埋葬された。

## 家族
1717年11月27日の夜、フランシス・スペンサー（Frances Spencer、1742年7月27日没、第3代サンダーランド伯爵チャールズ・スペンサーの娘）と結婚、3男2女を儲けた。
- チャールズ（英語版）（1719年5月22日洗礼 – 1741年8月9日） - ホイッグ党所属の庶民院議員
- ロバート（1726年2月9日 – 1743年10月20日）
- 男子
- アラベラ（1746年没） - 初代準男爵ジョナサン・コープ（英語版）と結婚、子供あり
- ダイアナ（1770年没） - トマス・ダンコンブ（Thomas Duncombe）と結婚

1743年6月8日、イザベラ・バイロン（Isabella Byron、1721年11月10日 – 1795年1月22日、第4代バイロン男爵ウィリアム・バイロンの娘）と再婚、1男4女を儲けた。
- アン（1744年 – ?） - 生涯未婚
- フランシス（1808年4月没） - ジョン・ラドクリフ（John Radcliffe）と結婚
- エリザベス（1813年6月没） - 1769年2月16日、庶民院議員ピーター・デルメ（英語版）と結婚、子供あり。1794年1月13日、チャールズ・ガーニア（Charles Garnier）と再婚
- フレデリック（1748年 – 1825年） - 第5代カーライル伯爵
- ジュリアナ（1749年頃 – 1849年1月22日）